# Cimetière de Schmargendorf
Le cimetière de Schmargendorf (Friedhof Schmargendorf) est un cimetière situé à Schmargendorf (Berlin) ouvert en 1853. Il s'étend sur 1,61 hectares. Il est mitoyen (sans aucune séparation) du petit cimetière évangélique d'Alt-Schmargendorf.

## Histoire
Le cimetière de Schmargendorf, datant du milieu du XIXe siècle, résulte de l'agrandissement du cimetière évangélique d'Alt-Schmargendorf, situé autour de l'église de Schmargendorf devenu trop petit.

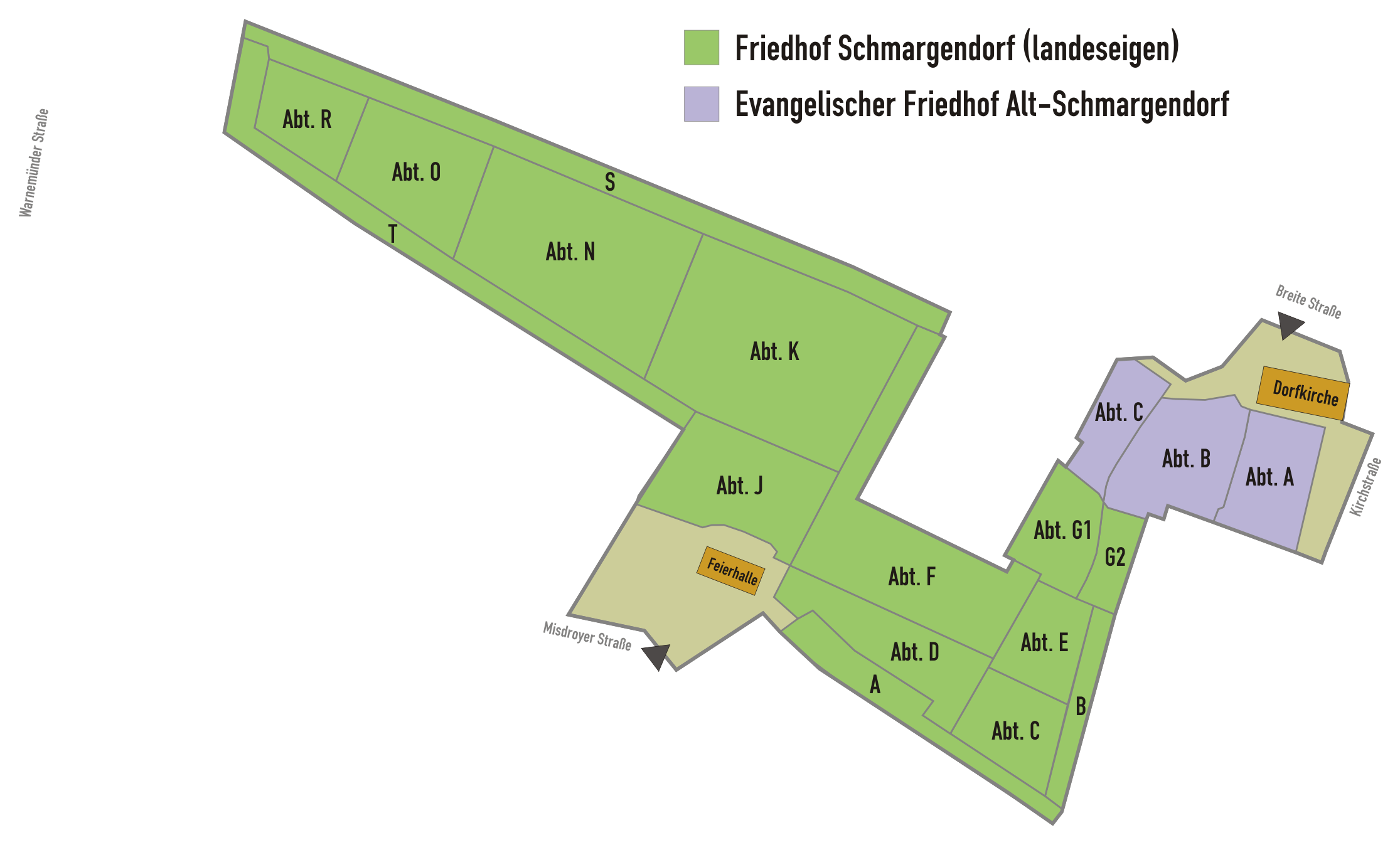
Plan du cimetière en 1914.

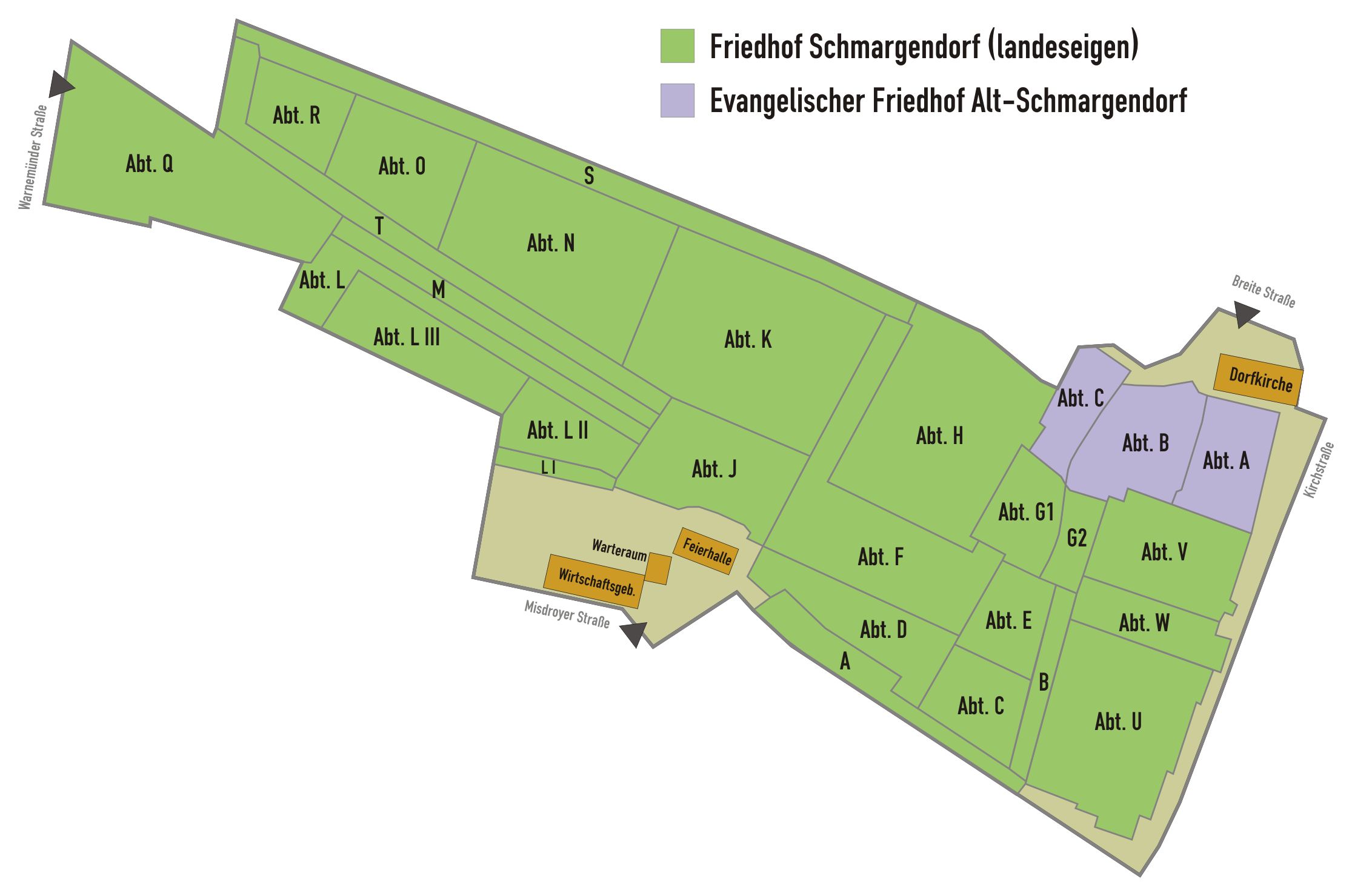
Plan du cimetière aujourd'hui.

L'ancien cimetière devenu trop petit, le nouveau cimetière est agrandi vers la Breite Straße et la Misdroyer Straße. En effet, un premier agrandissement a lieu au milieu du XIXe siècle suivi d'un deuxième en 1879. Il s'étend au flanc sud-ouest de l'ancien cimetière et forme deux angles le long de la Misdroyer Straße. Un nouveau portail est alors ouvert et une salle de recueillement construite en 1894 en style néogothique de brique.
Une grande section s'étend à un autre angle vers l'ouest en direction de la Warnemünder Straße. En 1914, le cimetière passe sous l'administration de la commune.
Jusqu'à la Seconde Guerre mondiale, d'autres sections sont ouvertes (les sections actuelles H, L, M, U, V et W) pour agrandir le cimetière. Ces agrandissements font que certaines sépultures monumentales qui se trouvaient le long du mur d'enceinte se trouvent désormais en plein milieu du cimetière.
Dans les années 1960, le cimetière qui a souffert des destructions de la guerre, s'étend encore par la section Q vers la Warnemünder Straße avec une autre entrée.

## Œuvres d'art
L'ancienne sépulture murale de Julius Habicht, conçue par Josef Rauch, se trouve solitaire depuis l'agrandissement du cimetière et la sépulture de la famille Tübbecke plus loin est placée sous la protection des monuments historiques.
On remarque la statue d'une pleureuse d'une ancienne sépulture contre le mur Nord et plus loin sur une autre le relief d'un moine éploré sur la tombe de la famille Engel.
Sur la sépulture de la famille Schütze, contre le mur Nord, on trouve un ange de bronze en relief et sur une autre tombe plus loin un ange de pierre.

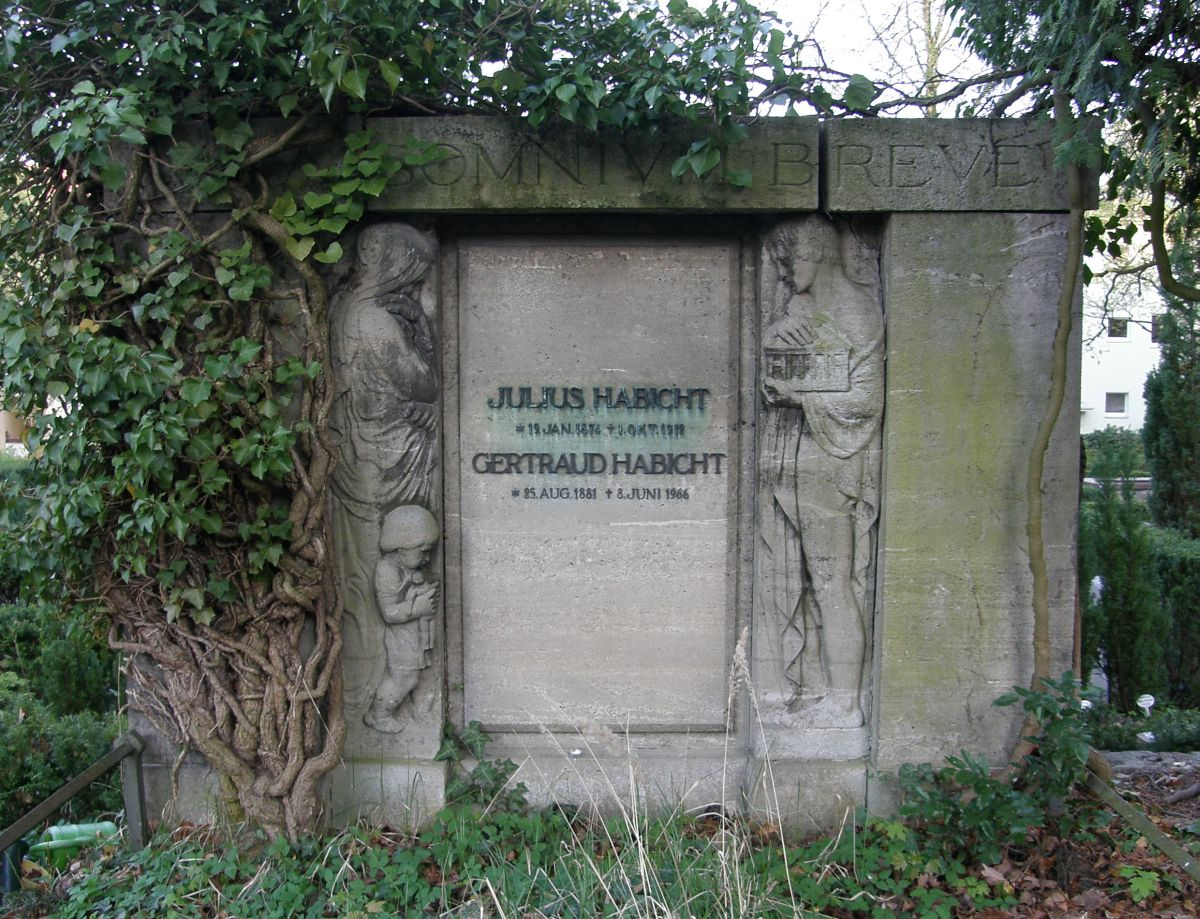
Sépulture murale de Julius Habicht.
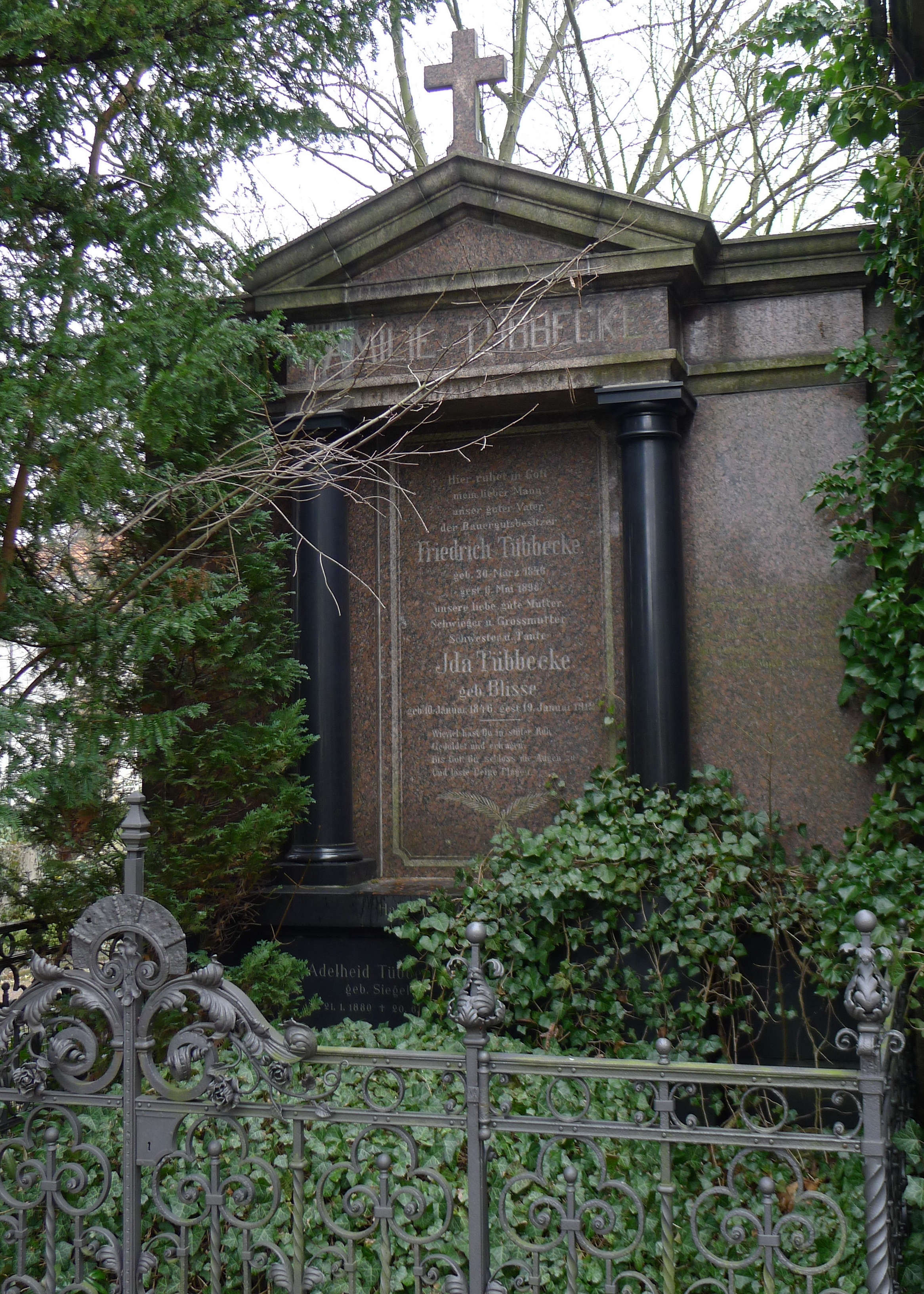
Sépulture de la famille Tübbecke.
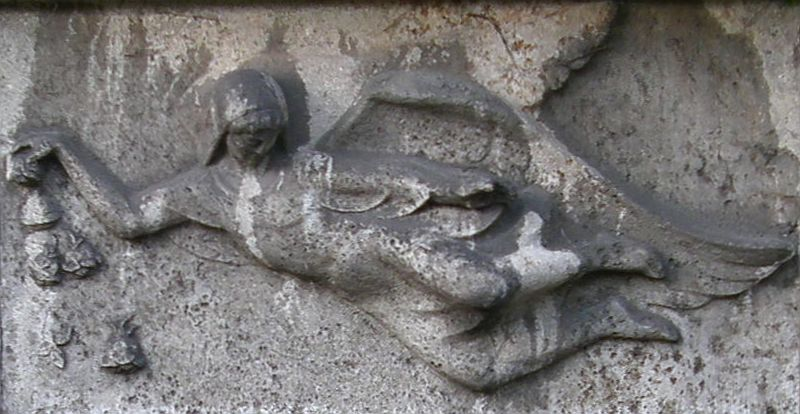
Relief d'un ange.
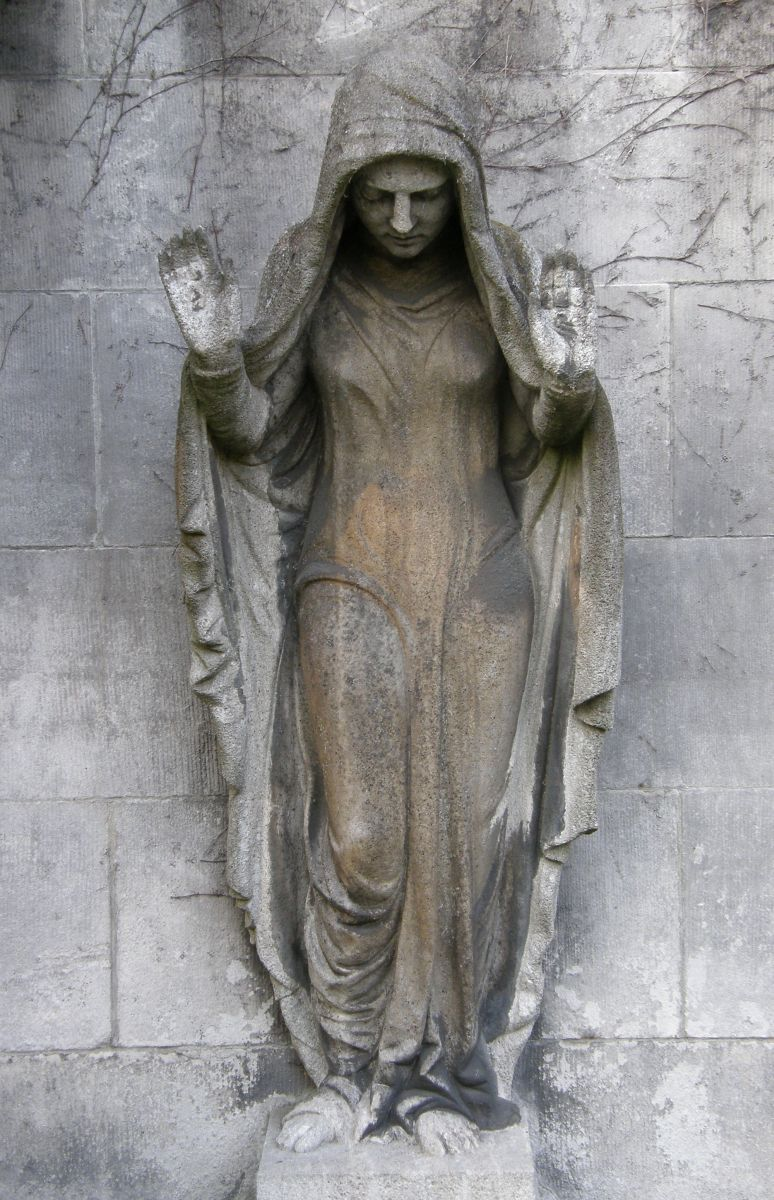
Sculpture d'une pleureuse.

## Personnalités inhumées
| Nom                      | Date de naissance | Date de décès | Fonction                                     | Monument protégé | Photo de la sépulture |
| ------------------------ | ----------------- | ------------- | -------------------------------------------- | ---------------- | --------------------- |
| Eberhard Alexander-Burgh | 1929              | 2004          | Écrivain                                     |                  | Photo                 |
| Melli Beese              | 1886              | 1925          | Aviatrice                                    | depuis 1975      | Photo                 |
| Franz Cornelsen          | 1908              | 1989          | Éditeur                                      |                  | Photo                 |
| Hildegard Cornelsen      | 1905              | 1981          | Illustratrice et auteur de livres éducatifs  |                  | Photo                 |
| Bruno Fritz              | 1900              | 1984          | Acteur (Die Insulaner)                       |                  | Photo                 |
| Julius Habicht           | 1874              | 1912          | Architecte                                   |                  | Photo                 |
| Paul Hilbig              | 1901              | 1981          | Géophysicien et recteur de la TU Berlin      |                  | Photo                 |
| Georg Lange              | 1883              | 1964          | Politicien conseiller municipal de Berlin    | x                | Photo                 |
| Reiner Lemoine           | 1949              | 2006          | Ingénieur et entrepreneur                    |                  | Photo                 |
| Max Pechstein            | 1881              | 1955          | Peintre et graphiste                         | depuis 1980      | Photo                 |
| Richard Scheibe          | 1879              | 1964          | Sculpteur et médailleur                      | depuis 1978      | Photo                 |
| Jakob Schulze-Rohr       | 1930              | 2008          | Architecte                                   |                  | Photo                 |
| Werner Stein             | 1913              | 1993          | Politicien et conseiller municipal de Berlin | x                | Photo                 |
| Günter Stüttgen          | 1919              | 2003          | Dermatologue et professeur                   |                  | Photo                 |
| Wolfgang Venohr          | 1925              | 2005          | Journaliste et écrivain                      |                  | Photo                 |
| Robert Zander            | 1892              | 1969          | Botaniste et jardinier                       | 1990–2012        | Photo                 |